# معركة حضرموت
معركة حضرموت وقعت بين جيوش الامبراطورية الساسانية تحت قيادة وهرز والقوات الأكسومية تحت قيادة الملك مسروق بن أبرهة عام 570. أسفرت المعركة عن هزيمة الساسانيون للجيش الأكسومي.

## خلفية
أراد سيف بن ذي يزن (وهو من أمراء حمير والأخ الغير شقيق لمسروق من جهة الأم) محاربة الأحباش وطردهم، و لما كان الأحباش أقوى من أن يحاربهم وحده خرج من اليمن والتمس العون في بادئ الأمر من الروم، حيث ذهب إلى أنطاكية التي كانت مقر ملك بيزنطة آنذاك، وطلب من القيصر أن يخرج الأحباش ويولي بلاد اليمن من شاء من الروم، إلا أن ملك الروم رده قائلاً بأن الأحباش نصارى مثل الروم، ولن يساعده ضدهم. فتوجه إلى الحيرة وقابل عمرو بن هند عامل فارس على الحيرة وما يليها من أرض العرب. فأخذه النعمان إلى كسرى أنوشروان ملك فارس.

## المعركة
قبل كسرى طلب سيف بعد تردد وأرسل معه نحو 800 رجل أخلى سبيلهم من سجونه، وأمَّر عليهم أحد قادته يسمى وهرز. وحملتهم ثماني سفن وصلت منها ست إلى ساحل عدن. وانضم إليهم كثير من العرب. وكان يقود الأحباش مسروق بن أبرهة، وانتصر سيف بن ذي يزن ووهرز على الأحباش ودخل صنعاء. وقد ألحقت اليمن ببلاد فارس وعين سيف بن ذي يزن ملكًا على اليمن على أن يدفع خراجًا في كل عام، واتخذ غمدان مقرًا لحكمه.